# Apogon taeniatus
Apogon taeniatus es una especie de pez de la familia de los apogónidos en el orden de los perciformes.

## Morfología
Los machos pueden llegar a alcanzar los 17 cm de longitud total.

## Distribución geográfica
Se encuentran desde el Mar Rojo y el Golfo Pérsico hasta Mozambique y Madagascar. También en el Mediterráneo oriental (Israel) gracias a la apertura del Canal de Suez.